# Frühschwimmer
Der Frühschwimmer ist eine vorbereitende Qualifikation im Schwimmen. Umgangssprachlich wird er wegen des Schwimmabzeichens in Deutschland Seepferdchen und in Österreich Pinguin genannt. Es ist kein Nachweis des sicheren Schwimmens, sodass weiterhin eine intensive Beobachtung des Schwimmers notwendig bleibt.

## Deutschland

Frühschwimmerabzeichen Seepferdchen

In Deutschland sind die Prüfungsleistungen in der „Deutschen Prüfungsordnung Schwimmen“ festgelegt. Herausgegeben wird diese von den im Bundesverband zur Förderung der Schwimmausbildung (BFS) zusammengeschlossenen schwimmsporttreibenden Verbänden. Die Leistungen für Erwachsene und Kinder sind dabei gleich. Bis 17 Jahre erhält man das Frühschwimmerabzeichen – Seepferdchen –, ab 18 Jahren das Anfängerzeugnis für Erwachsene.
Anforderungen (seit 1. Januar 2020):
- Kenntnis von Baderegeln
- Sprung vom Beckenrand mit anschließendem 25 m Schwimmen in einer Schwimmart in Bauch- oder Rückenlage (Grobform, während des Schwimmens in Bauchlage erkennbar ins Wasser ausatmen)
- Heraufholen eines Gegenstandes mit den Händen aus schultertiefem Wasser (Schultertiefe bezogen auf den Prüfling)

Die nächste Stufe nach dem Frühschwimmer bzw. dem Anfängerzeugnis ist der altersunabhängige Deutsche Schwimmpass in Bronze. Bis 2019 konnten Kinder und Jugendliche das Jugendschwimmabzeichen ablegen. Auch in der DDR konnten die Schwimmabzeichen (Grund- sowie drei Leistungsstufen) bereits an Kinder vergeben werden.

## Österreich

Frühschwimmerabzeichen Pinguin

In Österreich verlangt die Arbeitsgemeinschaft Österreichisches Wasserrettungswesen unabhängig vom Alter folgende Leistungen von angehenden Frühschwimmern:
- Sprung vom Beckenrand ins Wasser
- 25 m Schwimmen in beliebigem Schwimmstil
- Kenntnis von fünf Baderegeln

## Schweiz
Die schweizerischen Schwimmtests sind ein umfassendes methodisch-didaktisches Konzept zum Schwimmenlernen. Sie werden von der Vereinigung der am Schwimmsport interessierten Verbände und Institutionen der Schweiz „swimsports.ch“: dem Schweizerischen Schwimmverband, der Schweizerischen Lebensrettungs-Gesellschaft und der Organisation „Jugend+Sport“ des Bundesamtes für Sport BASPO herausgegeben.